# Habenaria aitchisonii
Habenaria aitchisonii är en orkidéart som beskrevs av Heinrich Gustav Reichenbach. Habenaria aitchisonii ingår i släktet Habenaria och familjen orkidéer. Inga underarter finns listade i Catalogue of Life.